# ماركوس فينيسيوس (لاعب كرة قدم مواليد 1985)
ماركوس فينيسيوس (بالبرتغالية: Marcus Vinícius Cesário‏) هو لاعب كرة قدم برازيلي في مركز الدفاع، ولد في 22 مارس 1985 في ريبيراو بريتو في البرازيل. لعب مع إسطنبول باشاكشهير ونادي كورينثيانز.

## وصلات خارجية
- ماركوس فينيسيوس (لاعب كرة قدم مواليد 1985) على موقع اتحاد تركيا (لاعب) (الإنجليزية)
- ماركوس فينيسيوس (لاعب كرة قدم مواليد 1985) على موقع قاعدة بيانات كرة القدم.إي يو (الإنجليزية)
- ماركوس فينيسيوس (لاعب كرة قدم مواليد 1985) على موقع Soccerway.com (الإنجليزية)